# آیرا ویلگاس
آیرا ویلگاس (انگلیسی: Aira Villegas؛ زادهٔ ۱ اوت ۱۹۹۵) بوکسور زن اهل فیلیپین است.